# Пухово (станция)
Пухово — железнодорожная станция Юго-Восточной железной дороги. Располагается в селе Ковалёво Лискинского района Воронежской области.
Станция получила название по селу Пухово, располагающемуся на 3 км южнее. Станцию разместили на более ровном месте. В дальнейшем, возле станции выросло поселение Ковалёво.

## Инфраструктура
Имеется здание железнодорожного вокзала. Железная дорога электрифицирована. 
Ведётся продажа билетов на пассажирские поезда.
На станции осуществляется движение пригородных поездов.